# Groupe-brigade
Un groupe-brigade est une unité dans plusieurs armées du Commonwealth. Cette unité inclut généralement trois ou quatre groupements tactiques ou bien une brigade d'infanterie (trois bataillons) supportée par des unités de l'arme blindée, de l'artillerie, du génie de combat, de l'aviation militaire et d'unité de support pour un total d'environ 5 000 soldats. Un groupe-brigade est la plus petite unité capable d'effectuer des opérations de manière indépendante pour une longue période sur le champ de bataille.